# Folmar Blangsted
Folmar Blangsted, född 6 oktober 1904 i Danmark, död 11 augusti 1982 i Woodland Hills, Kalifornien, var en dansk-amerikansk filmregissör, klippare och manusförfattare.

## Filmografi (i urval)
- 1951 – Olympiadens hjälte
- 1954 – En stjärna föds
- 1958 – Leka med elden
- 1959 – Rio Bravo
- 1963 – Vild weekend i Palm Springs
- 1964 – Vem ligger i min grav?
- 1971 – Sommaren '42
- 1973 – Oklahomas svarta guld